# Werner Büchi
Werner Büchi (geboren am 29. April 1916 in Zürich; gestorben am 12. April 1999 ebenda) war ein Schweizer Cartoonist und Illustrator. Für die Satirezeitschrift Nebelspalter zeichnete er von 1937 bis 1994 über 2200 Zeichnungen zu aktuellen Themen.

## Leben und Werk
Nach seiner schulischen Ausbildung in Wollishofen trat er eine Lehrstelle als Grafiker bei einer Werbeagentur an, wo er zwei Jahre tätig war. Anschliessend besuchte er die Kunstgewerbeschule in Zürich, wo er in den kommenden vier Jahren die Fachklasse für Grafik besuchte.
Über Wettbewerbsausschreibungen des Nebelspalters kam er mit dieser Satirezeitschrift erstmals in Kontakt und ab 1937 avancierte er zum Stammzeichner. Neben dem Nebelspalter brachte Werner Büchi auch für andere Publikationen zahlreiche Zeichnungen zu Papier, oftmals über mehrere Jahrzehnte hinweg. Dazu gehören die Erfindung des Brüggli Puur für die Zeitung Wir Brückenbauer der Migros, die Cartoon-Serie Juxli für die Jugend-Woche, humoristischen Zeichnungen zum Schweizer Eulenspiegel-Kalender, für den er über 40 Jahre regelmässig Beiträge beisteuerte, den TCS, die Schweizer Illustrierte Zeitung (Vorgängerin der Schweizer Illustrierten), Titelbilder für den Schweizer Spiegel und Zeitungen wie Die Weltwoche, die Wochen-Zeitung und den Tages-Anzeiger, für den er die Figur des Heiri Zürcher erfand.
Des Weiteren illustrierte Werner Büchi zahlreiche Bücher, darunter die populären Jugendbücher von Heiner Gross wie 3:0 für die Bärte und Tumult auf der Kyburg oder Mischa Djamans Mau, der Katzenkönig. Mit dem Ausscheiden des Illustrators Robert Lips bei der berühmtesten Schweizer Comic-Figur Globi wurde Werner Büchi 1975 als neuer Illustrator für die einmal im Jahr erscheinende Buchreihe auserkoren. Er zeichnete 1975 Globis Glanz-Idee und 1977 Globi, der kühne Erfinder. Da sich seine Nebenfiguren zu sehr an seinem eigenen Zeichenstil anlehnten und sich zu wenig an den Vorgaben von Robert Lips orientierten, suchte der Ringier-Verlag einen neuen Illustrator für die Globi-Reihe und fand diesen schliesslich in der Person von Peter Heinzer.
Werner Büchi signierte die meisten seiner Zeichnungen jeweils einfach mit seinen Initialen WB. Häufig schrieb er auch selbst die Texte zu seinen Karikaturen.
Im Nachlass, bisher im Besitz der Tochter Lilly Brodersen-Büchi, befinden sich 1300 Originalzeichnungen.
Er fand seine letzte Ruhestätte im Gemeinschaftsgrab auf dem Zürcher Friedhof Manegg.

## Publikationen
- 1959: 3:0 für die Bärte: Die Abenteuer des Hans Butz von Heiner Gross (Autor), Werner Büchi (Illustrator), Reprint 1992 Cardun Verlag, Winterthur, ISBN 978-3907803028
- 1959: Mit Vater sind es 6 – Abenteuerliche Familien-Ferien-Erlebnisse im Tessin von Hans Schürch (Autor) und Werner Büchi (Illustrator), Welsermühl-Verlag, Wels (Schweiz)
- 1961: Mau, der Katzenkönig von Mischa Damjan (Autor), Werner Büchi (Illustrator), Thienemanns Verlag, Stuttgart
- 1962: Tumult auf der Kyburg: Neue Abenteuer des Hans Butz von Heiner Gross (Autor), Werner Büchi (Illustrator), Reprint 1993 Cardun Verlag, Winterthur, ISBN 978-3907803035
- 1963: Grosse Schau auf kleinen Beinen von Hans Schürch (Autor), Werner Büchi (Illustrator), Flamberg Verlag, Zürich
- 1977: Globi, der kühne Erfinder: Schöpfer der Globi-Figur: Robert Lips von Werner Büchi, Jürg Lendenmann, Jakob Stäheli. Übersetzt von Elsa Wack. Globi-Verlag, Zürich, ISBN 978-3857030376
- 1979: Büchi zeichnet für „Prüf mit“, Konsumentinnenforum, Zürich
- 1979: Darüber lachen die Schweizer: Zeichner des Nebelspalter stellen aus: Barth, Werner Büchi, René Fehr ..., Kunstverein Konstanz, Wessenberghaus, 21. Januar bis 25. Februar 1979: Katalog, Mitwirkende: Wolf Barth, René Fehr, Ulrich Leiner, Werner Büchi, Verlag Kunstverein Konstanz, Konstanz
- 1983: Ach, das himmlische Bodenpersonal: allerlei Fröhliches aus Sakristeischränken und Pfarrstuben von Aloys von Euw (Autor), Werner Büchi (Illustrator), Kansius-Verlag, Freiburg/Schweiz, ISBN 978-3857641398
- 1985: Bitte rasch, Herr Pfarrer: aus dem heiteren Tagebuch eines Seelsorgers von Gottfried Baur (Autor), Werner Büchi (Illustrator), Kansius-Verlag, Freiburg/Schweiz
- 1985: Wie man dem Himmel am nächsten kommt. Neue Witze und Anekdoten vom himmlischen Bodenpersonal von Aloys von Euw (Autor) und Werner Büchi (Illustrator), Kansius-Verlag, Freiburg/Schweiz, ISBN 978-3857642036
- 1986: Mit Humor geht's besser: heitere Erlebnisse eines Pfarrers von Gottfried Baur (Autor),  Werner Büchi (Illustrator) Kansius-Verlag, Freiburg/Schweiz
- 1991: Lausbuben sterben nicht aus. Heitere Geschichten von Guido J. Kolb (Autor), Werner Büchi (Illustrator) Kansius-Verlag, Freiburg/Schweiz, ISBN 978-3857643484.